# Hal Blaine
Hal Blaine, geboren als Chaim Zalmon Belsky (Holyoke, 5 februari 1929 - Palm Desert, 11 maart 2019), was een Amerikaanse drummer en sessiemuzikant en was naar schatting een van de meest opgenomen studiodrummers in de geschiedenis van de muziekindustrie. Zijn drumwerk is te horen op 150 Amerikaanse top 10-hits, waarvan 40 op nummer één, evenals vele film- en televisie-soundtracks.
Blaine verhuisde in 1943 met zijn gezin naar Californië en begon vervolgens jazz- en bigbandmuziek te spelen voordat hij rock-'n-roll-sessies begon. Hij werd een van de vaste spelers in de de facto huisband van Phil Spector, die Blaine de bijnaam The Wrecking Crew gaf. Enkele van de platen waarop Blaine speelde, zijn de single Be My Baby van The Ronettes (1963), die een drumbeat bevatte die op grote schaal werd geïmiteerd, evenals werken van populaire artiesten zoals Frank Sinatra, Elvis Presley, The Beach Boys, Simon & Garfunkel, The Carpenters, Neil Diamond en The Byrds.
Blaine's werkdruk nam vanaf de jaren 1980 af naarmate de opname- en muziektoepassingen veranderden. In 2000 was hij een van de inaugurele sidemen-inductees van de Rock and Roll Hall of Fame, in 2007 werd hij ingewijd in de Musicians Hall of Fame and Museum als lid van The Wrecking Crew en in 2018 ontving hij een Grammy Lifetime Achievement Award. Zijn discografie omvat 6000 singles, waaronder 40 nummer 1-singles, 150 top 10-singles en 35.000 nummers.

## Carrière
Blaine werd geboren als zoon van de Joodse Oost-Europese immigranten Meyer en Rose Belsky (geboren Silverman). Toen hij zeven was, verhuisde hij met zijn gezin naar Hartford. Hij begon op achtjarige leeftijd met drummen en verhuisde in 1943 met zijn gezin naar Californië.
Van 1949 tot 1952 kreeg Blaine drumles van Roy Knapp, die ook jazzdrummer Gene Krupa had onderwezen. Hij begon zijn professionele carrière met het spelen van nachtelijke sessies in stripclubs in Chicago, waardoor hij zijn leesvaardigheid kon oefenen en perfectioneren. Vervolgens speelde hij als onderdeel van Count Basie's big band en toerde hij met Patti Page en Tommy Sands voordat hij sessiewerk ging doen. In tegenstelling tot veel van zijn jazz-tijdgenoten speelde Blaine graag rock-'n-roll en dit betekende dat hij in de jaren 1950 op tal van van dergelijke sessies speelde. Hij was een kernlid van The Wrecking Crew, de hechte groep sessiemuzikanten uit Los Angeles die in de jaren 1960 op hitplaten speelde. Blaine beweerde de naam te hebben uitgevonden omdat de old-school studiomuzikanten vreesden dat deze nieuwe, jongere jongens een destructieve kracht waren in de conservatieve studio-omgeving van die tijd.
Blaine speelde vanaf de jaren 1980 minder sessiewerk toen computers en elektronica in studio's werden gebruikt en producenten jongere muzikanten begonnen binnen te halen. De popularisering van de drumcomputer verminderde ook de vraag naar sessiedrummers zoals Blaine. Hij bleef een aantal jaren bezig met het opnemen van reclamejingles, voordat hij gedeeltelijk stopte met optreden. Hij verloor het grootste deel van zijn vermogen na een scheiding. Op een gegeven moment werkte hij als bewaker in Arizona.
In 1990 publiceerde Blaine zijn memoires.

## Erfenis en erkenning
Blaine was een productieve sessiemuzikant en speelde volgens zijn schatting op meer dan 35.000 opnames, waaronder 6.000 singles. Hij wordt algemeen beschouwd als een van de meest gevraagde drummers in de rock-'n-rollgeschiedenis, omdat hij zeker op meer hitrecords heeft gespeeld dan welke drummer dan ook in het rocktijdperk. Zijn drumwerk is te horen als onderdeel van de Wall of Sound op de single Be My Baby uit 1963 van The Ronettes, geproduceerd door Phil Spector in de Gold Star Studios van Hollywood.

## Onderscheidingen
In maart 2000 werd Blaine opgenomen in de Rock and Roll Hall of Fame. Het magazine Rolling Stone plaatste hem in 2016 op de vijfde plaats van de honderd beste drummers aller tijden. Het vakblad Modern Drummer zette hem op de 26e plaats.
Op de in 2019 door Rolling Stone gepubliceerde herziene ranglijst van 100 beste drummers in de geschiedenis van de popmuziek kreeg Hal Blaine de 5e plaats toegekend.\

## Overlijden
Blaine stierf een natuurlijke dood op 11 maart 2019 op 90-jarige leeftijd in Palm Desert, Californië. Beatles-drummer Ringo Starr en Beach Boys-leider Brian Wilson betuigden hun medeleven en prezen Blaine's muzikaliteit. Ronnie Spector prees Blaine voor de magie die hij op alle Ronettes-opnamen zette.

## Top-10-discografie

### 1960
- Connie Francis, Mama, 8

### 1961
- Connie Francis, Where The Boys Are, 4
- Elvis Presley, Can't Help Falling in Love, 1

### 1962
- Elvis Presley, Return To Sender, 2
- Herb Alpert & the TJB, The Lonely Bull, 6
- The Crystals, He's A Rebel, 1

### 1963
- Bobby Darin, Eighteen Yellow Roses, 10
- Bob B. Soxx & the Blue Jeans, Zip A Dee Doo Dah, 8
- Bobby Vee, The Night Has 1,000 Eyes, 3
- Elvis Presley, (You're the) Devil in Disguise, 3
- Jan & Dean, Surf City, 1
- Jan & Dean, Drag City, 10
- Lesley Gore, She's A Fool, 5
- Sam Cooke, Another Saturday Night, 10
- The Beach Boys, Surfin' USA, 3
- The Beach Boys, Be True To Your School, 6
- The Beach Boys, Surfer Girl/Deuce Coupe, 7
- The Cascades, Rhythm of the Rain, 3
- The Crystals, Da doo ron ron, 3
- The Crystals, Then He Kissed Me, 6
- The Ronettes, Be My Baby, 2

### 1964
- Dean Martin, Everybody Loves Somebody, 1
- Dean Martin, The Door Is Still Open, 6
- Jan & Dean, Little Old Lady From Pasadena, 3
- Jan & Dean, Dead Man's Curve, 8
- Jay and the Americans, Come A Little Bit Closer, 3
- Johnny Rivers, Mountain of Love, 9
- Lorne Greene, Ringo, 1
- Roy Orbison, It's Over, 9
- The Beach Boys, I Get Around, 1
- The Beach Boys, Fun Fun Fun, 5
- The Beach Boys, Dance Dance Dance, 8
- The Hondells, Little Honda, 9
- The Marketts, Out of Limits, 3
- The Rip Chords, Hey Little Cobra, 4

### 1965
- Barry McGuire, Eve Of Destruction, 1
- Gary Lewis & the Playboys, This Diamond Ring, 1
- Gary Lewis & The Playboys, Count Me In, 2
- Gary Lewis & The Playboys, Save Your Heart, 2
- Gary Lewis & The Playboys, Everybody Loves A Clown, 4
- Herb Alpert & TJB, A Taste of Honey, 7
- Jay and The Americans, Cara Mia, 4
- Johnny Rivers, Seventh Son of a Seventh Son, 7
- Mel Carter, Hold Me, Thrill Me, Kiss Me, 8
- The Beach Boys, Help Me, Rhonda, 1
- The Beach Boys, California Girls, 3
- The Byrds, Mr. Tambourine Man, 1
- The Vogues, You're The One, 4
- Vic Dana, Red Roses For A Blue Lady, 10

### 1966
- Bob Lind, Elusive Butterfly, 5
- Bobby Darin, If I Were A Carpenter, 8
- Frank Sinatra, Strangers in the Night, 1
- Frank Sinatra, That's Life, 4
- Gary Lewis & The Playboys, She's Just My Style, 3
- Gary Lewis & The Playboys, Sure Gonna Miss Her, 9
- Johnny Rivers, Poor Side Of Town, 1
- Nancy Sinatra, Boots, 1
- Nancy Sinatra, Sugar Town, 5
- Nancy Sinatra, How's That Grab you Darlin'?, 7
- Petula Clark, I Couldn't Live Without Your Love, 9
- Petula Clark, My Love, 1
- Simon & Garfunkel, I Am a Rock, 3
- Simon & Garfunkel, Homeward Bound, 5
- The Association, Along Comes Mary, 7
- The Beach Boys, Good Vibrations, 1
- The Beach Boys, Barbara Ann, 2
- The Beach Boys, Sloop John B., 3
- The Beach Boys, Wouldn't It Be Nice, 8
- The Mamas and the Papas, Monday, Monday, 1
- The Mamas and the Papas, California Dreamin, 4
- The Mamas and the Papas, I Saw Her Again Last Night, 5
- The Sandpipers, Guantanamera, 9
- The T-Bones, No Matter What The Shape, 3

### 1967
- Bobby Vee, Come Back When You Grow Up, 3
- Frank & Nancy Sinatra, Somethin' Stupid, 1
- Johnny Rivers, Baby I Need Your Lovin, 3
- Johnny Rivers, Tracks Of My Tears, 10
- Paul Revere & the Raiders, Him Or Me, What's It Gonna Be?, 5
- Petula Clark, Love, This Is My Song, 3
- Scott McKenzie, San Francisco, Wear Flowers..., 4
- The Association, Windy, 1
- The Association, Never My Love, 2
- The 5th Dimension, Up, Up & Away, 7
- The Grass Roots, Let's Live For Today, 8
- The Mamas and the Papas, Dedicated to the One I Love, 2
- The Mamas and the Papas, Creeque Alley, 5
- The Mamas and the Papas, Words Of Love, 5
- The Monkees, A Little Bit Me, 2
- The Supremes, The Happening, 1

### 1968
- First Edition, I Just Dropped In..., 5
- Gary Puckett & the Union Gap, Young Girl, 2
- Richard Harris, Macarthur Park, 2
- Simon & Garfunkel, Mrs. Robinson, 1
- The Association, Everything That Touches You, 10
- The 5th Dimension, Stoned Soul Picnic, 3
- The Grass Roots, Midnight Confessions, 5
- The Vogues, My Special Angel, 7
- The Vogues, Turn Around, Look At Me, 7

### 1969
- Gary Puckett & the Union Gap, This Girl's A Woman Now, 9
- Glen Campbell, Galveston, 4
- Henry Mancini, Love Theme- Romeo & Juliet, 1
- Neil Diamond, Holly Holy, 6
- The 5th Dimension, Aquarius/Let the Sunshine In, 1
- The 5th Dimension, Wedding Bell Blues, 1
- Tommy Roe, Dizzy, 1
- Tommy Roe, Jam Up and Jelly Tight, 8

### 1970
- Neil Diamond, Cracklin Rose, 1
- Simon & Garfunkel, Bridge over Troubled Water, 1
- Simon & Garfunkel, Cecilia, 4
- The Carpenters, Close to You, 1
- The Carpenters, We've Only Just Begun, 2
- The 5th Dimension, One Less Bell To Answer, 2

### 1971
- Andy Williams, (Where Do I Begin?) Love Story, 9
- Barbra Streisand, Stoney End, 6
- David Cassidy, Cherish, 9
- Hamilton, Joe Frank & Reynolds, Don't Pull Your Love Out, 4
- Neil Diamond, I Am, I Said, 4
- Paul Revere & The Raiders, Indian Reservation, 1
- The Carpenters, Rainy Days & Mondays, 2
- The Carpenters, Superstar, 2
- The Carpenters, For All We Know, 3
- The Grass Roots, Sooner Or Later, 9
- The Partridge Family, I Think I Love You, 1
- The Partridge Family, Doesn't Somebody Want To Be..., 6
- The Partridge Family, I'll Meet You Half Way, 9